# Drypetes hainanensis
Drypetes hainanensis là một loài thực vật có hoa trong họ Putranjivaceae. Loài này được Merr. mô tả khoa học đầu tiên năm 1925.